# Réserve de Nazinga
La réserve de Nazinga, ou Ranch de Nazinga, est un espace protégé de 913 km2, situé près de Pô dans le sud du Burkina Faso.

## Historique et création
Elle résulte de la nationalisation par l'État Burkinabé du Ranch de gibier de Nazinga, fondé en 1979 par les frères Robert et Clark Lungren. Ces deux naturalistes ont expérimenté un concept nouveau à l'époque pour l'Afrique de l'ouest, le « ranching », qui combine le tourisme de vision et la chasse contrôlée. La réserve comprend encore aujourd'hui trois zones distinctes : une zone de conservation (84,5 km2), une zone tampon (48,3 km2), une zone de chasse (789,6 km2), ainsi que des zones de chasse villageoises. Elle jouxte la forêt classée de la Sissili (327 km2), qui est également exploitée pour la chasse. Enfin, elle est proche du parc national Kaboré-Tambi, mais est beaucoup plus riche en faune que ce dernier.

## Faune et population d'éléphants
Compte tenu de la bonne gestion de cet espace protégé (en particulier dans les années 80), une faune importante a trouvé refuge à Nazinga. On compte une population de plus de 600 éléphants dans l'ensemble Nazinga–Sissili–Kaboré-Tambi, la grande majorité de cette population se situant dans la zone Nazinga-Sissili. Il s'agit d'une densité exceptionnelle de ces animaux pour l'Afrique de l'ouest, et les éléphants sont les véritables stars de Nazinga. De nombreux touristes viennent spécifiquement dans cette réserve pour les observer. Outre les éléphants, on trouve à Nazinga une forte densité d'antilopes, avec de nombreux hippotraques, ainsi que des cobes de Buffon, des cobes Defassa, des Bubales, etc. Les buffles sont également présents dans la réserve. Enfin, on peut y observer les trois espèces de singes de la région (babouins, vervets et patas), de nombreux crocodiles dans les mares, ainsi qu'une avifaune importante.

## Images

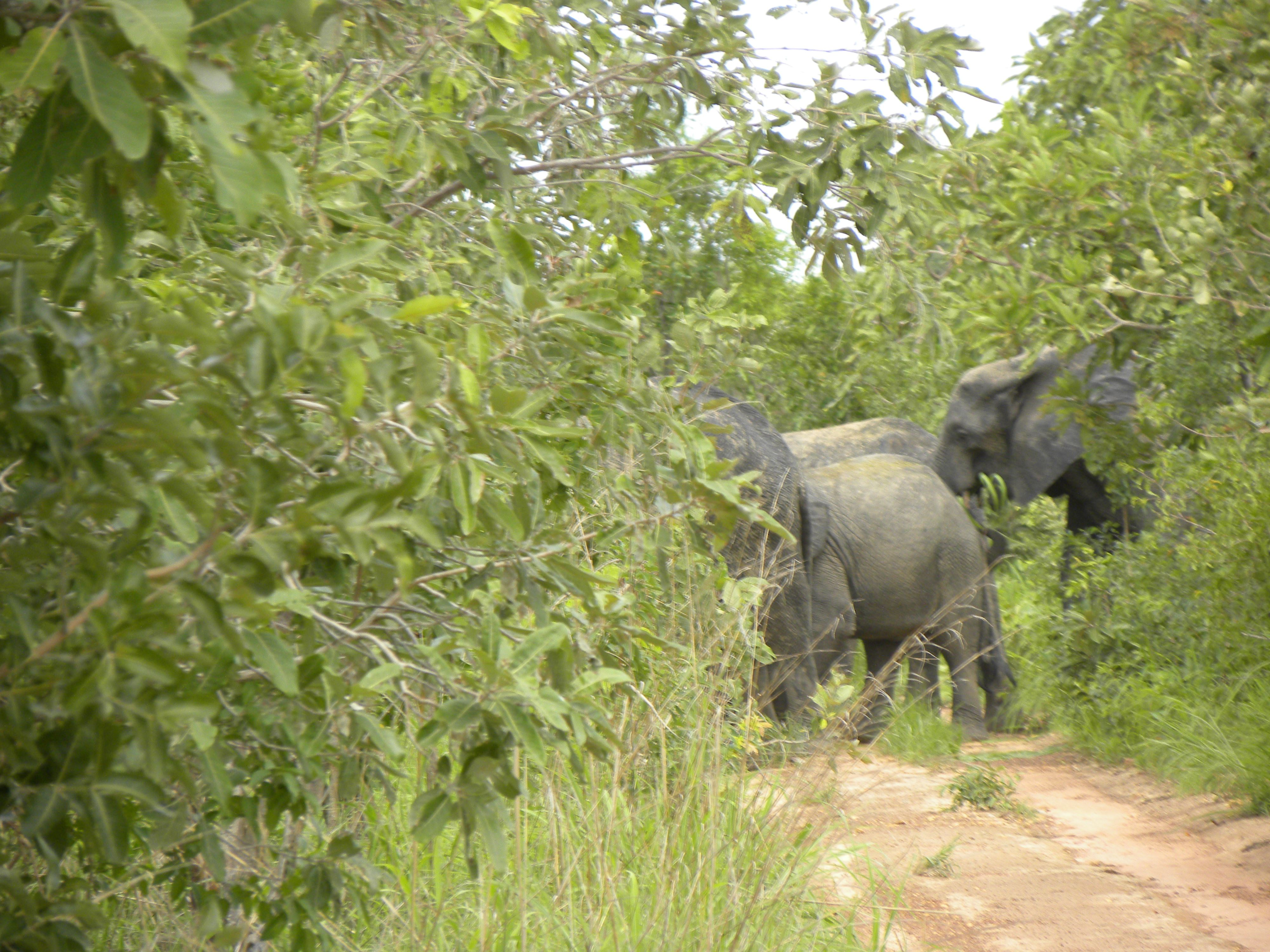
Traversée d'un troupeau d'éléphants
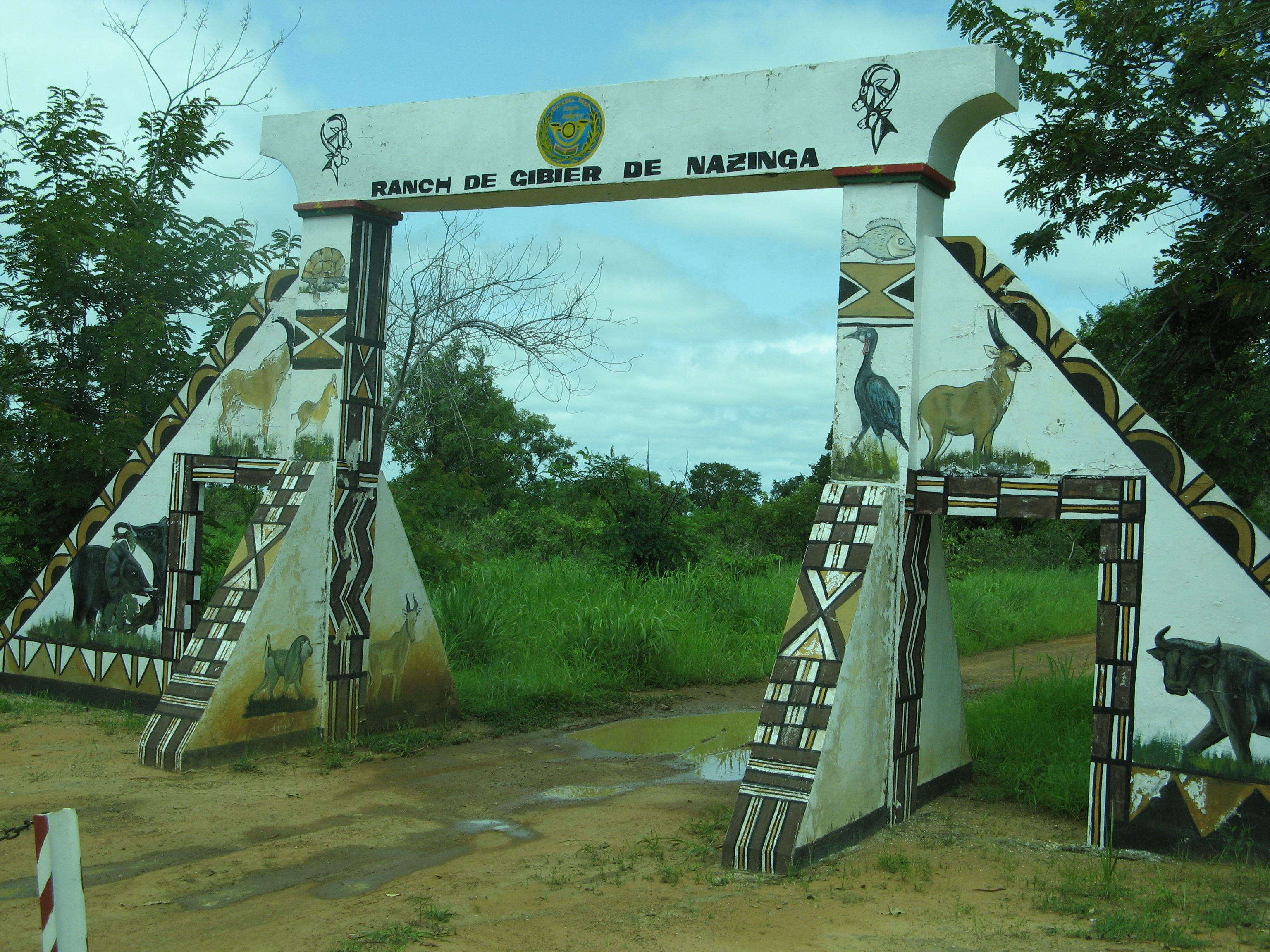
Entrée principale de la réserve
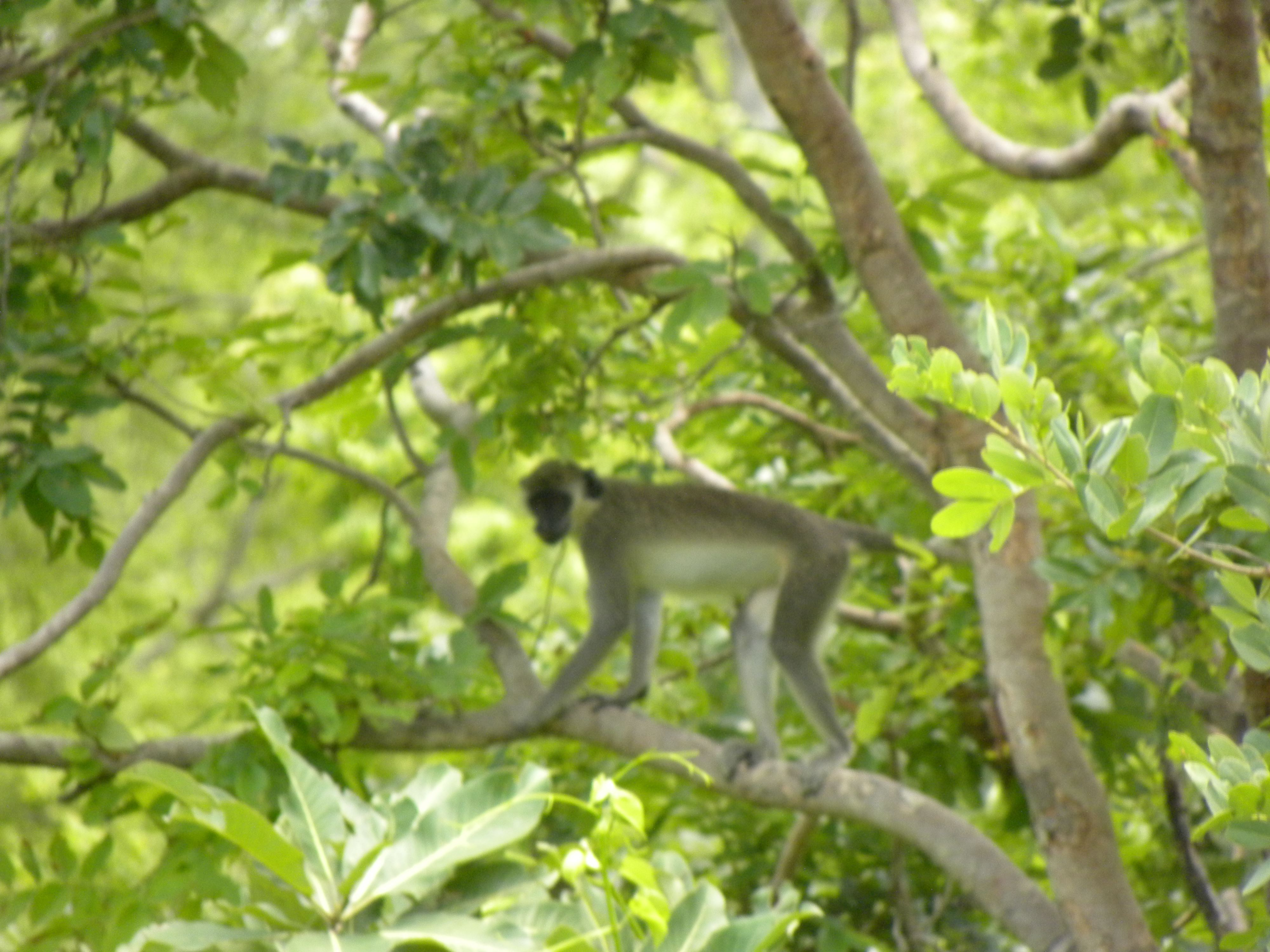
Singe
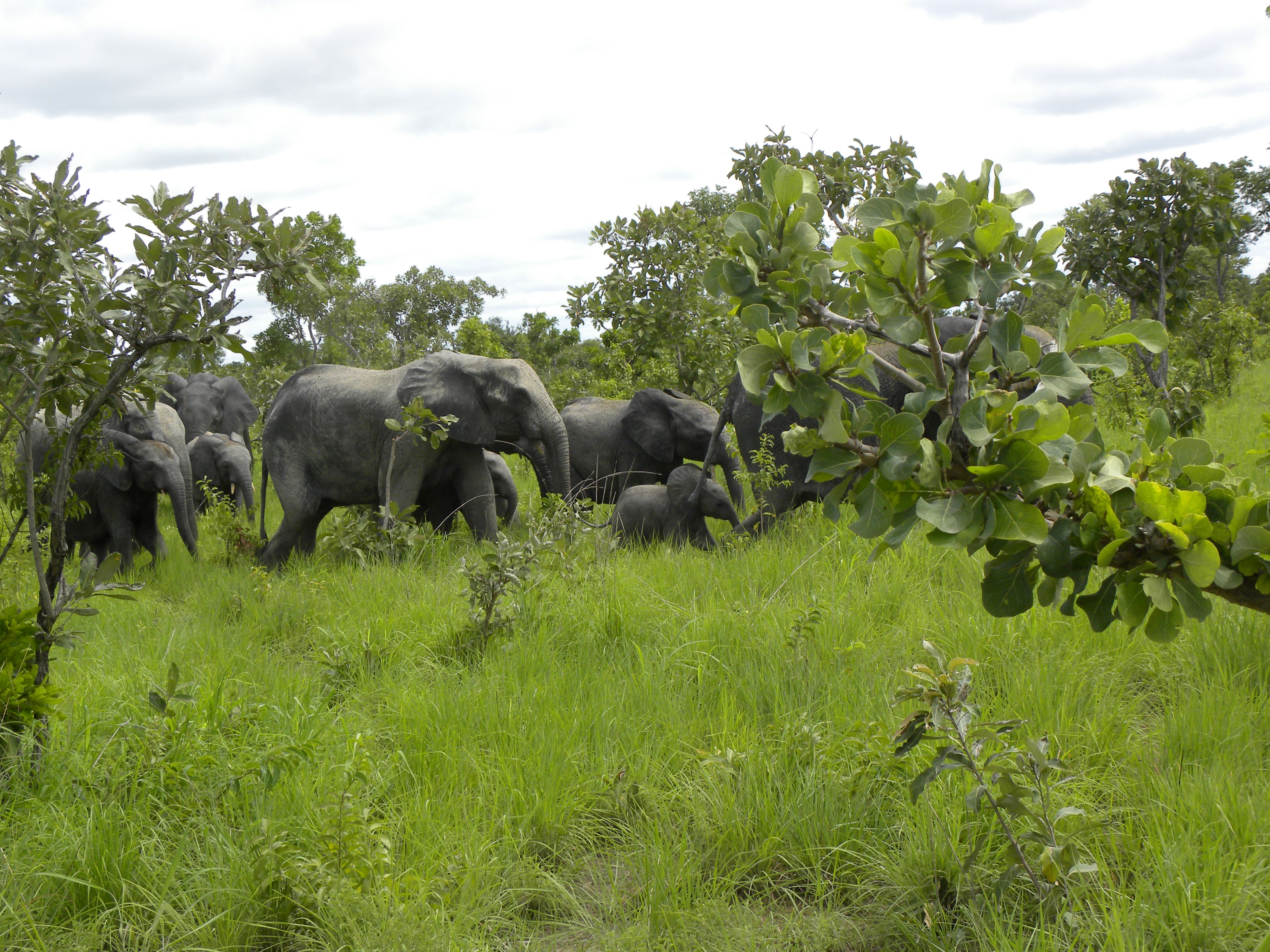
Troupeau d'éléphants